# Jacob Kuyper
Jacob Kuyper (Róterdam, 17 de septiembre de 1821 - La Haya, 3 de febrero de 1908) fue un geógrafo y cartógrafo neerlandés. Fue uno de los fundadores de la Real Sociedad Geográfica de los Países Bajos. 

## Obras
- Wereldatlas met Aardrijksbeschrijving (1857)
- Natuuren staathuishoudkundige atlas van Nederland (1863)
- Atlas van Nederland en Overzeesche bezittingen (1866)
- Gemeente-atlas van Nederland (1869)
- Onze Oost, populair beschreven (1871)
- Handboek der natuurk. aardrijksbeschrijving (1875)